# Варлаам (Мертикарю)
Епи́скоп Варлаа́м (рум. Episcop Varlaam, в миру Василе Мертикарю, рум. Vasile Merticariu; 28 октября 1960, Штюбиень, жудец Ботошани, Румыния) —  епископ Румынской православной церкви, епископ Плоештский, викарий Патриарха Румынского.

## Биография
В 1975—1977 годах обучался в лицее города Сэвени. В 1977 году поступил в духовную семинарию при Нямецком монастыре, которую окончил в 1982 году. В 1983—1987 годах обучался в Богословском институте Бухарестского университета, после чего остался там же в докторантуре до 1990 года.
C 1990 по 1996 год являлся ассистентом на Богословском факультете Ясского университета. В этот период, с октября 1991 по май 1992 года, проходил специализацию в Экуменическом институте в Боссэ, Швейцария.
В 1996 году становится лектором на богословском факультете Ясского университета и оставался на этой должности вплоть до избрания в архиереи.
9 августа 1998 году в храме Вознесения Господня Монастыря Нямц был пострижен монашество с именем Варллам. 12 августа того же года в Монастыре Секу митрополитом Молдавским и Буковинским Даниилом (Чоботей) был рукоположён в сан иеродиакона, а 17 августа того же года тем же иерархом рукоположён в сан иеромонаха с возведением в протосинкелла. С 1998 до начала 2009 год являлся административным викарием Ясской епархии, состоял в Литургической комиссии Молдавской митрополии 19 февраля 2001 года решением Священного Синода Румынской православной церкви награждён саном архимандрита.. 21 февраля того же года митрополитом Даниилом митрополичьем соборе в Яссах тем же иерархом был возведён в сан архимандрита.
В 2003 году на богословским факультете Бухарестского университета защитил диссертацию «Духовность и история на территории Румынии в византийскую и поствизантийскую эпоху», написанную под руководством профессора Эмилиана Попеску, и был удостоен степени доктора богословия.
В апреле-июне 2004 года специализировался в Свято-Стефановском колледже в Великобритании.
21-30 октября 2008 года принял участие в курсе «Византийская духовность в Малой Азии и на Балканах», организованном Бэккийским университетом Сиэтла в Турции, Болгарии и Румынии.
28 октября 2009 года решением Священного Синода Румынской православной церкви был избран викария Патриарха Румынского с титулом «Плоештский».
20 декабря того же года в патриаршем Константино-Еленинском соборе в Бухаресте состоялась его епископская хиротония, которую совершили: Патриарх Румынский Даниил, архиепископ Тырговиштскый Нифонт (Михэйцэ), архиепископ Арадский Тимофей (Севичу), архиепископ Арджешский и Мусчелский Каллиник (Аргату), архиепископ Томийского Феодосий (Петреску), епископ Слобозийский и Кэлэрашский Викентий (Грифонь), епископ Орадийский Софроний (Дринчек), епископ Джурджуский Амвросий (Мелякэ), епископ Партошский Даниил (Стоенеску), епископ Праховский Варсонофий (Годжеску), епископ Кымпинский Киприан (Спиридон) и епископ Ловиштенский Емилиан (Ника).
28 февраля 2013 года по предложению Патриарха Румынского Даниила был назначен секретарём Священного Синода Румынской православной церкви. Приступил к своим обязанностям с 11 марта того же года.